# Fußball-Weltmeisterschaft 2002/Deutschland
Dieser Artikel behandelt die deutsche Nationalmannschaft bei der Fußball-Weltmeisterschaft 2002.

## Qualifikation
Deutschland musste in der Qualifikationsgruppe 9 gegen England, Finnland, Albanien und das von Otto Rehhagel trainierte Griechenland antreten, wobei Deutschland und England als klare Favoriten für die ersten beiden Plätze galten. Der Gruppensieger qualifizierte sich direkt für die Weltmeisterschaft; der Gruppenzweite musste in zwei Playoff-Partien gegen einen anderen Gruppenzweiten antreten, um die Chance auf die Teilnahme an der Weltmeisterschaft zu wahren. Die Teams unterhalb des zweiten Platzes besaßen keinerlei Chance zur Qualifikation.
Der deutschen Elf gelang ein überzeugender Start mit vier Siegen in Folge, darunter ein 1:0-Auswärtserfolg in England, der gleichzeitig die letzte im alten Wembley-Stadion ausgetragene Partie darstellte. Einem enttäuschenden 2:2 in Finnland folgte ein 2:0-Auswärtssieg in Albanien. Am sechsten Spieltag trafen Deutschland und England im Münchner Olympiastadion aufeinander. Zwar hatten die Engländer zu diesem Zeitpunkt eine Partie weniger als Deutschland absolviert, aber da sie sechs Punkte hinter den Deutschen lagen, war ein Sieg gegen Deutschland dennoch Pflicht, um eine Chance auf Platz eins und die direkte Qualifikation zu wahren. Umgekehrt hätte die deutsche Elf mit einem Sieg die direkte Qualifikation sichern können; bei einem Remis gegen England hätte im letzten Spiel gegen Finnland wiederum ein weiteres Remis genügt, um Platz eins zu verteidigen.
Deutschland ging in der sechsten Minute durch ein Tor von Carsten Jancker in Führung, aber England glich nur wenige Minuten später durch Michael Owen aus. Kurz vor der Halbzeit erzielte Steven Gerrard das 2:1 für England. In der zweiten Halbzeit gelang Owen das schnelle 3:1. Deutschland rannte danach erfolglos an; die Engländer schossen noch nach Konterangriffen das 4:1 und das 5:1. Vier Tage später – Deutschland pausierte an diesem Spieltag – gewann England 2:0 gegen Albanien und zog mit Deutschland punktemäßig – beide jeweils 16 Punkte – gleich. Aufgrund der hohen deutschen Niederlage im direkten Duell besaßen die Engländer aber zu diesem Zeitpunkt die bessere Tordifferenz (+10) gegenüber Deutschland (+4) und belegten demnach den ersten Platz.
Am letzten Spieltag spielten zeitgleich Deutschland gegen Finnland und England gegen Griechenland. Die Deutschen mussten auf Schützenhilfe der Griechen hoffen, um die Engländer noch von Platz eins verdrängen zu können. Die Engländer gerieten zweimal in Rückstand und konnten durch einen Freistoßtreffer von David Beckham in der Nachspielzeit lediglich ein 2:2 gegen die Griechen sichern. Da die deutsche Mannschaft aber gleichzeitig nicht über ein 0:0 gegen Finnland hinauskam, standen beide Teams nun bei 17 Punkten bei weiterhin besserer Tordifferenz für England. England wurde damit Gruppensieger und qualifizierte sich direkt für das Turnier, Deutschland musste als Zweiter in den Playoffs antreten.
Für die Playoffs wurde den Deutschen die von Valerij Lobanowskij trainierte Ukraine als Gegner zugelost. 
Im Hinspiel im Kiewer Olympiastadion geriet die deutsche Elf gegen eine zu Beginn stark aufspielende ukrainische Mannschaft in der 18. Minute durch ein Tor von Gennadi Subow in Rückstand. Deutschland konnte allerdings in der 31. Minute durch Michael Ballack das Tor zum 1:1 erzielen, danach das Spiel ausgeglichen gestalten und das Ergebnis über die Zeit retten. 
Das Rückspiel wurde im Dortmunder Westfalenstadion ausgetragen. Deutschland begann furios und führte durch Tore von Michael Ballack, Oliver Neuville und Marko Rehmer bereits nach einer Viertelstunde mit 3:0. Die Ukrainer konnten auch in Folge dem deutschen Team kaum Paroli bieten und mussten kurz nach der Halbzeit sogar noch das vierte Gegentor in Kauf nehmen. Erst in der Schlussminute gelang Andrij Schewtschenko noch ein Treffer für die Ukraine, der im Endergebnis aber bedeutungslos blieb. Deutschland gewann 5:2 in Addition nach Hin- und Rückspiel und war somit für die Weltmeisterschaft qualifiziert.
| Qualifikationsspiele Deutschlands |               |                            |           | |
| Datum                             | Ort           | Begegnung                  | Ergebnis  | Tore |
| 2.9.2000                          | Hamburg       | Deutschland – Griechenland | 2:0 (1:0) | 1:0 Deisler (17.), 2:0 Ouzounidis (75., Eigentor)                                                                         |
| 7.10.2000                         | London        | England – Deutschland      | 0:1 (0:1) | 0:1 Hamann (14.) |
| 24.3.2001                         | Leverkusen    | Deutschland – Albanien     | 2:1 (1:1) | 1:0 Deisler (50.), 1:1 Kola (66.), 2:1 Klose (88.)                                                                        |
| 28.3.2001                         | Athen         | Griechenland – Deutschland | 2:4 (2:2) | 0:1 Rehmer (6.), 1:1 Charisteas (21.), 1:2 Ballack (25., Elfmeter), 2:2 Georgiadis (43.), 2:3 Klose (82.), 2:4 Bode (90.) |
| 2.6.2001                          | Helsinki      | Finnland – Deutschland     | 2:2 (2:0) | 1:0 Forssell (29.), 2:0 Forssell (43.), 2:1 Ballack (69., Elfmeter), 2:2 Jancker (72.)                                    |
| 6.6.2001                          | Tirana        | Albanien – Deutschland     | 0:2 (0:1) | 0:1 Rehmer (28.), 0:2 Ballack (68.)                                                                                       |
| 1.9.2001                          | München       | Deutschland – England      | 1:5 (1:2) | 1:0 Jancker (6.), 1:1 Owen (12.), 1:2 Gerrard (45.), 1:3 Owen (48.), 1:4 Owen (66.), 1:5 Heskey (74.)                     |
| 6.10.2001                         | Gelsenkirchen | Deutschland – Finnland     | 0:0       | |
| Entscheidungsspiele               |               |                            |           | |
| Datum                             | Ort           | Begegnung                  | Ergebnis  | Tore |
| 10.11.2001                        | Kiew          | Ukraine – Deutschland      | 1:1 (1:1) | 1:0 Subow (18.), 1:1 Ballack (31.)                                                                                        |
| 14.11.2001                        | Dortmund      | Deutschland – Ukraine      | 4:1 (3:0) | 1:0 Ballack (4.), 2:0 Neuville (11.), 3:0 Rehmer (15.), 4:0 Ballack (51.), 4:1 Schewtschenko (90.)                        |

| Endstand Qualifikationsgruppe 9 |              |       |        |
| Rang                            | Land         | Tore  | Punkte |
| 1                               | England      | 16:06 | 17     |
| 2                               | Deutschland  | 14:10 | 17     |
| 3                               | Finnland     | 12:07 | 12     |
| 4                               | Griechenland | 07:17 | 7      |
| 5                               | Albanien     | 05:14 | 3      |

## Endrunde

### Kader
| Aufgebot | Aufgebot |  |
| -------- | -------- |  |

| Nummer / Name | Nummer / Name                  | Damaliger Verein     | Geburtstag | Länderspiele/Tore (a) | Sp.      | Tore     | Rote Karten | Gelb-Rote Karten | Gelbe Karten |
| Torhüter      | Torhüter                       | Torhüter             | Torhüter   | Torhüter              | Torhüter | Torhüter | Torhüter    | Torhüter         | Torhüter     |
| ------------- | ------------------------------ | -------------------- | ---------- | --------------------- | -------- | -------- | ----------- | ---------------- | ------------ |
| 23            | Hans Jörg Butt                 | Bayer 04 Leverkusen  | 28.05.1974 | 02 (00)               | 0        | 0        | 0           | 0                | 0            |
| 01            | Oliver Kahn                    | FC Bayern München    | 15.06.1969 | 45 (00)               | 7        | 0        | 0           | 0                | 1            |
| 12            | Jens Lehmann                   | Borussia Dortmund    | 10.11.1969 | 14 (00)               | 0        | 0        | 0           | 0                | 0            |
| Abwehr        |                                |                      |            |                       |          |          |             |                  |              |
| 04            | Frank Baumann                  | Werder Bremen        | 29.11.1975 | 11 (02)               | 1        | 0        | 0           | 0                | 1            |
| 02            | Thomas Linke                   | FC Bayern München    | 26.12.1969 | 34 (00)               | 7        | 1        | 0           | 0                | 0            |
| 21            | Christoph Metzelder            | Borussia Dortmund    | 05.11.1980 | 06 (00)               | 7        | 0        | 0           | 0                | 0            |
| 05            | Carsten Ramelow                | Bayer 04 Leverkusen  | 20.03.1974 | 25 (00)               | 5        | 0        | 0           | 1                | 0            |
| 03            | Marko Rehmer                   | Hertha BSC           | 19.04.1972 | 27 (04)               | 1        | 0        | 0           | 0                | 0            |
| 06            | Christian Ziege                | Tottenham Hotspur    | 01.12.1972 | 66 (09)               | 5        | 0        | 0           | 0                | 2            |
| Mittelfeld    |                                |                      |            |                       |          |          |             |                  |              |
| 13            | Michael Ballack                | Bayer 04 Leverkusen  | 26.09.1976 | 22 (06)               | 6        | 3        | 0           | 0                | 3            |
| 18            | Jörg Böhme                     | FC Schalke 04        | 22.01.1974 | 06 (01)               | 0        | 0        | 0           | 0                | 0            |
| 22            | Torsten Frings                 | Werder Bremen        | 22.11.1976 | 08 (02)               | 7        | 0        | 0           | 0                | 1            |
| 08            | Dietmar Hamann                 | FC Liverpool         | 27.08.1973 | 40 (04)               | 6        | 0        | 0           | 0                | 2            |
| 16            | Jens Jeremies                  | FC Bayern München    | 05.03.1974 | 33 (01)               | 7        | 0        | 0           | 0                | 1            |
| 15            | Sebastian Kehl                 | Borussia Dortmund    | 13.02.1980 | 08 (02)               | 2        | 0        | 0           | 0                | 1            |
| 10            | Lars Ricken                    | Borussia Dortmund    | 10.07.1976 | 16 (01)               | 0        | 0        | 0           | 0                | 0            |
| 17            | Marco Bode                     | Werder Bremen        | 23.07.1969 | 34 (08)               | 6        | 1        | 0           | 0                | 0            |
| 19            | Bernd Schneider                | Bayer 04 Leverkusen  | 17.11.1973 | 09 (00)               | 7        | 1        | 0           | 0                | 1            |
| Angriff       |                                |                      |            |                       |          |          |             |                  |              |
| 14            | Gerald Asamoah                 | FC Schalke 04        | 03.10.1978 | 11 (02)               | 3        | 0        | 0           | 0                | 0            |
| 20            | Oliver Bierhoff                | AS Monaco            | 01.05.1968 | 65 (36)               | 5        | 1        | 0           | 0                | 0            |
| 09            | Carsten Jancker                | FC Bayern München    | 28.08.1974 | 26 (07)               | 3        | 1        | 0           | 0                | 1            |
| 11            | Miroslav Klose                 | 1. FC Kaiserslautern | 09.06.1978 | 12 (08)               | 7        | 5        | 0           | 0                | 1            |
| 07            | Oliver Neuville                | Bayer 04 Leverkusen  | 01.05.1973 | 30 (03)               | 6        | 1        | 0           | 0                | 1            |
| Trainer       |                                |                      |            |                       |          |          |             |                  |              |
|               | Rudi Völler (Teamchef)         |                      | 13.04.1960 |                       |          |          |             |                  |              |
|               | Michael Skibbe (Bundestrainer) |                      | 04.08.1965 |                       |          |          |             |                  |              |

Teamchef Rudi Völler berief des Weiteren acht zusätzliche Spieler auf Abruf, um im Fall der Fälle auf die Verletzung einer seiner Spieler aus dem 23-köpfigen Aufgebot reagieren zu können. Zu diesen acht Spieler zählten: Frank Baumann, Stefan Beinlich, Jörg Böhme, Thomas Brdaric, Ingo Hertzsch, Martin Max, Lars Ricken und Frank Rost.

Letztendlich wurden mit Frank Baumann, Jörg Böhme und Lars Ricken drei dieser Spieler, aufgrund der Verletzungen von Christian Wörns und Sebastian Deisler, sowie der persönlichen Absage von Jörg Heinrich, von Bundestrainer Rudi Völler für das Turnieraufgebot nachnominiert.

### Vorrunde
Siehe: Fußball-Weltmeisterschaft 2002/Gruppe E
Bei der Auslosung zur WM-Endrunde war Deutschland „gesetzt“. Das heißt, es war fast ausgeschlossen, dass man bereits in der Vorrunde auf Mitfavoriten traf. Mit Irland, Kamerun und Saudi-Arabien wurden dem dreimaligen Weltmeister relativ leichte Gegner zugelost.
Gegen Saudi-Arabien gelang ein Auftakt nach Maß. Der schwache Gegner wurde mit 8:0 besiegt. Bester Torschütze war Miroslav Klose, der dreimal traf. Carsten Jancker erzielte nach langer Durststrecke erstmals wieder ein Tor. Ein regulärer zweiter Treffer von ihm wurde nicht anerkannt. Es ist der höchste WM-Sieg der deutschen Nationalmannschaft bis heute (vorher 6:0 gegen Mexiko, 1978).
Gegen Irland hatte Deutschland das Spiel nach einer frühen Führung durch Klose fest im Griff, bevor Robbie Keane in der Nachspielzeit gegen eine nachlässig agierende Abwehr der Ausgleich gelang. Deutschland musste jetzt im letzten Spiel gegen die unberechenbaren Kameruner mindestens ein Unentschieden erreichen, um ins Achtelfinale einzuziehen.
Zur Halbzeitpause stand es gegen den amtierenden Afrikameister noch 0:0, aber Deutschland hatte bereits einen Spieler durch Feldverweis verloren, denn Carsten Ramelow hatte nach einer Notbremse die Gelb-Rote Karte erhalten. Es sah nicht gut aus gegen die ausgesprochen spielstarken Kameruner, die die deutsche Mannschaft zu Beginn der zweiten Halbzeit gehörig unter Druck setzten. Der gerade erst eingewechselte Marco Bode erzielte bei einem Konter nach einem wunderbaren Pass von Miroslav Klose das etwas überraschende 1:0, das von den Zuschauern der Sportschau zum Tor des Monats Juni 2002 gewählt wurde. Das von Winfried Schäfer trainierte Kamerun verlor Mitte der zweiten Halbzeit ebenfalls einen Spieler durch Platzverweis. Ab diesem Moment hatte Deutschland die Platzhoheit. Klose erzielte kurz vor Schluss das 2:0. Deutschland stand als Gruppenerster im Achtelfinale.
| Pl. | Land          | Sp. | S | U | N | Tore    | Diff. | Punkte |
| --- | ------------- | --- | - | - | - | ------- | ----- | ------ |
| 1.  | Deutschland   | 3   | 2 | 1 | 0 | 011:100 | +10   | 07     |
| 2.  | Irland        | 3   | 1 | 2 | 0 | 005:200 | +3    | 05     |
| 3.  | Kamerun       | 3   | 1 | 1 | 1 | 002:300 | −1    | 04     |
| 4.  | Saudi-Arabien | 3   | 0 | 0 | 3 | 000:120 | −12   | 0      |

|                                                         |   |               |           |
| 1. Juni 2002 um 20:30 Uhr (13:30 MESZ) in Sapporo       |   |               |           |
| Deutschland                                             | – | Saudi-Arabien | 8:0 (4:0) |
| 6. Juni 2002 um 20:30 Uhr (13:30 Uhr MESZ) in Kashima   |   |               |           |
| Deutschland                                             | – | Irland        | 1:1 (1:0) |
| 11. Juni 2002 um 20:30 Uhr (13:30 Uhr MESZ) in Shizuoka |   |               |           |
| Kamerun                                                 | – | Deutschland   | 0:2 (0:0) |

### Finalspiele

#### Achtelfinale
|                                                         |   |          |           |
| 15. Juni 2002 um 15:30 Uhr (08:30 Uhr MESZ) in Seogwipo |   |          |           |
| Deutschland                                             | – | Paraguay | 1:0 (0:0) |

#### Viertelfinale
|                                                      |   |     |           |
| 21. Juni 2002 um 20:30 Uhr (13:30 Uhr MESZ) in Ulsan |   |     |           |
| Deutschland                                          | – | USA | 1:0 (1:0) |

#### Halbfinale
|                                                      |   |          |           |
| 25. Juni 2002 um 20:30 Uhr (13:30 Uhr MESZ) in Seoul |   |          |           |
| Deutschland                                          | – | Südkorea | 1:0 (0:0) |

#### Finale
|                                                         |   |             |           |
| 30. Juni 2002 um 20:00 Uhr (13:00 Uhr MESZ) in Yokohama |   |             |           |
| Brasilien                                               | – | Deutschland | 2:0 (0:0) |